# Liste der Monuments historiques in Rancenay
Die Liste der Monuments historiques in Rancenay führt die Monuments historiques in der französischen Gemeinde Rancenay auf.

## Liste der Immobilien
| Bezeichnung                       | Beschreibung                                                                                   | Standort               | Kennzeichnung | Schutzstatus | Datum | Bild           |
| --------------------------------- | ---------------------------------------------------------------------------------------------- | ---------------------- | ------------- | ------------ | ----- | -------------- |
| Kirche Notre-Dame-de-l’Assomption | 1341 erstmals erwähnt, Glockenturm 1725 erbaut; 1834 restauriert, Architekt Alphonse Delacroix | Rue de l’Église (Lage) | PA25000055    | Inscrit      | 2006  | weitere Bilder |

## Liste der Objekte
| Bezeichnung   | Beschreibung                              | Standort                                        | Kennzeichnung | Schutzstatus | Datum | Bild |
| ------------- | ----------------------------------------- | ----------------------------------------------- | ------------- | ------------ | ----- | ---- |
| Deckenmalerei | 1834 angelegt, Entwurf Alphonse Delacroix | in der Kirche Notre-Dame-de-l’Assomption (Lage) | PM25001751    | Inscrit      | 2006  |      |